# Clematis cinnamomoides
Clematis cinnamomoides är en ranunkelväxtart som beskrevs av Wen Tsai Wang. Clematis cinnamomoides ingår i släktet klematisar, och familjen ranunkelväxter. Inga underarter finns listade i Catalogue of Life.